# Каранькіно
Кара́нькино (рос. Каранькино, марій. Пынгель Усола) — присілок у складі Гірськомарійського району Марій Ел, Росія. Входить до складу Пайгусовського сільського поселення.

## Населення
Населення — 20 осіб (2010; 28 у 2002).
Національний склад (станом на 2002 рік):
- гірські марійці — 100 %